# Lights of the Desert

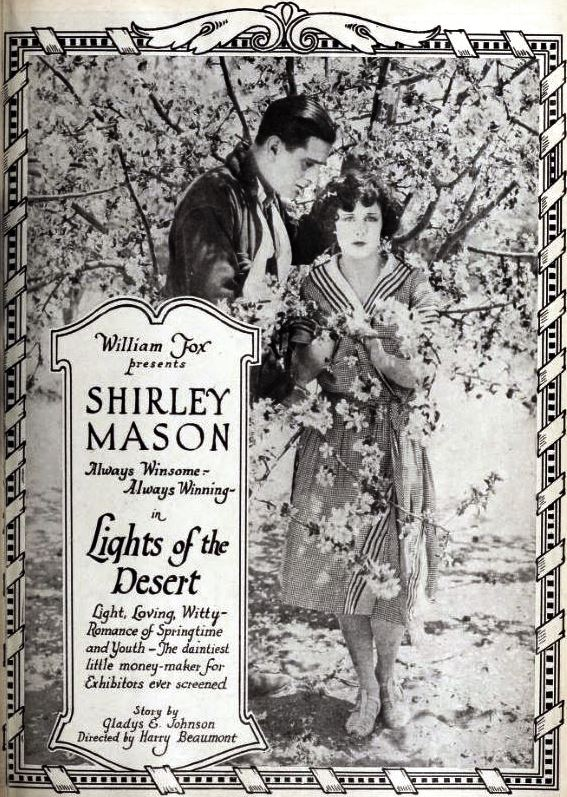
Annonce pour le film.

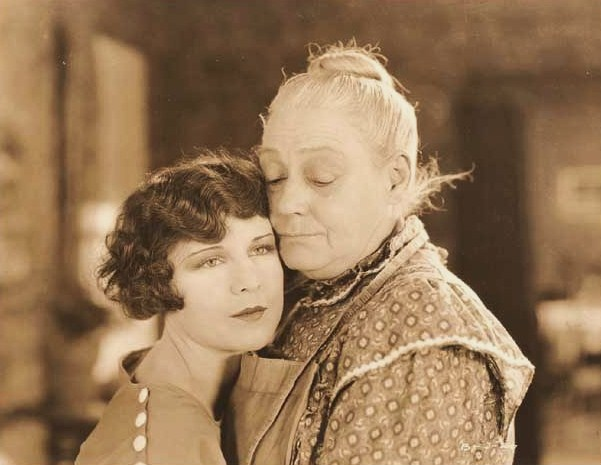
Shirley Mason et Josephine Crowell dans une scène du film.

Lights of the Desert est un film américain réalisé par Harry Beaumont, sorti en 1922.

## Synopsis
Une jeune femme membre d'une troupe de théâtre qui est arrêtée dans une ville du Nevada décide d'y rester quand elle tombe amoureuse d'un propriétaire d'un puits de pétrole.

## Fiche technique
- Réalisation : Harry Beaumont
- Scénario : Gladys Johnson, Paul Schofield
- Producteur : William Fox
- Photographie : Frank B. Good
- Production : Fox Film
- Durée : 50 minutes
- Date de sortie : 11 juin 1922[1]

## Distribution
- Shirley Mason : Yvonne Laraby
- Allan Forrest : Clay Truxall
- Edmund Burns : Andrew Reed
- Jim Mason : Slim Saunders
- Andrée Tourneur : Marie Curtis
- Josephine Crowell : Ma Curtis
- Lillian Langdon : Susan Gallant